# Justice League: Doom
Justice League: Doom è un film d'animazione del 2012 diretto da Lauren Montgomery.
Fa parte dei DC Universe Animated Original Movies ed è l'adattamento della serie JLA: Tower of Babel del 2000, scritta da Mark Waid.
Il film è dedicato alla memoria di Dwayne McDuffie, morto poco dopo la fine della scrittura del film.

## Trama
La Justice League, con l'appoggio di Cyborg, riesce a sventare una rapina perpetrata dalla Banda della Scala Reale, che sfrutta un macchinario capace di far attraversare loro i muri: interrogati da Wonder Woman e Martian Manhunter, i criminali non sono tuttavia in grado di dire chi ha fornito loro tale tecnologia.
Nel frattempo, in una palude della Louisiana, l'immortale Vandal Savage, desideroso di sterminare gran parte della popolazione mondiale per creare un nuovo regime che abbia lui come capo, assolda alcuni dei più acerrimi nemici della JLA per far sì che il gruppo di supereroi non interferisse nel suo folle progetto: per far ciò Savage fa introdurre Mirror Master nella Batcaverna e, grazie ad un'avanzatissima tecnologia comprata dalla LexCorp, il criminale riesce a copiare alcuni files dal Batcomputer.
I files in questione si rivelano dei piani che Batman stesso ha realizzato per fermare i membri della Justice League nel malaugurato caso in cui il gruppo dovesse votarsi al male; tali progetti sono stati tuttavia modificati da Savage in modo da determinare la morte e non la semplice inabilità dei supereroi: la neonata Legion of Doom passa dunque all'attacco e, grazie a tali progetti, la JLA sembra avere la peggio.
I progetti si basano infatti sul colpire i membri del gruppo nei loro punti deboli: Superman viene colpito con un proiettile di kryptonite esploso da Metallo dopo essersi camuffato da aspirante suicida; Wonder Woman viene costretta a lottare fino a rischiare l'infarto da Cheetah; Martian Manhunter viene attaccato da Ma'alefa'ak con delle tossine che prendono fuoco a contatto con l'aria; Batman viene severamente sconfitto da Bane e rinchiuso nella tomba dei suoi genitori; Flash viene costretto da Mirror Master a correre continuamente per non azionare la bomba che inchioda al suo polso; Lanterna Verde viene infine convinto da Star Sapphire di aver causato la morte di alcuni innocenti e diviene quindi vittima della paura di non essere più degno di far parte del corpo di polizia intergalattica.
La Justice League, grazie all'intervento di Cyborg e di Batman, che si rende subito conto che l'attacco che il gruppo ha subìto si basa sui suoi progetti, riesce a riprendersi e a recarsi alla base della Legione, grazie al sistema di sicurezza di cui erano dotati i files craccati, e Savage rivela il suo progetto: sfruttare un'enorme testata che crei una scia magnetica la quale, attraversata dalle radiazioni solari, distrugga almeno metà del pianeta in un colpo solo. La JLA riesce tuttavia a sventare l'attacco, sconfiggere la Legione e far condannare Savage alla prigione a vita.
Vinta la battaglia, alla Torre di Controllo Cyborg viene nominato nuovo membro della Justice League mentre dopo si discute sulla permanenza nel gruppo di Batman, dato il suo comportamento nei confronti dei colleghi: questi tuttavia si alza immediatamente, dicendo che non vuole far parte di una Justice League che non si rende conto del pericolo che lei stessa rappresenta per l'umanità in caso di conversione al male. Superman lo raggiunge poco dopo: dopo che Batman gli rivela che il piano per fermare sé stesso non è altro che la Justice League medesima, l'uomo d'acciaio, prima di teletrasportarlo sulla Terra, gli consegna un frammento di kryptonite, come pegno della sua fiducia in lui.

## Differenze col fumetto
- Nel fumetto l'antagonista del gruppo è Ra's al Ghul ed è sua figlia Talia a rubare i progetti di Batman.
- Cyborg non appare nella storia originale.
- Nel fumetto appaiono Plastic Man e Aquaman.
- Nel fumetto Flash è Wally West e Lanterna Verde Kyle Rayner.
- La scena della votazione sulla permanenza di Batman nella JLA è diversa nel fumetto: il gruppo infatti si divide a metà tra quelli che vogliono l'espulsione del cavaliere oscuro e quelli che invece vogliono la sua permanenza, lasciando il voto decisivo a Superman; prima tuttavia che questi si esprima, Batman lascia il gruppo dicendo di sapere qual è il voto del kryptoniano.